# بازی سال گیم آواردز
بازی سال گیم آواردز جایزه‌ای است که هر ساله توسط گیم آواردز به یک بازی ویدئویی که بهترین تجربه را در زمینه‌های خلاقانه و فنی ارائه داده‌است، اهدا می‌شود. این جایزه به‌طور سنتی توسط کارگردانان یا مدیران استودیو بازی پذیرفته می‌شود. این فرایند با بیش از ۱۰۰ نشریه و وب سایت بازی‌های ویدئویی آغاز می‌شود که مجموعاً شش بازی را به عنوان نامزد معرفی می‌کنند. پس از انتخاب نامزدها، برنده با رأی ترکیبی متشکل از ۹۰٪ آرا از هیئت منصفه و ۱۰٪ با رأی عمومی انتخاب می‌شود.

## برندگان و نامزدها
برندگان با حروف پررنگ درج شده و با رنگ زرد مشخص می‌شوند:
| رویداد | بازی                         | توسعه‌دهنده                        | ناشر                        | منبع          |
| ------ | ---------------------------- | --------------------------------- | --------------------------- | ------------- |
| ۲۰۱۴   | عصر اژدها: تفتیش عقاید       | بایوور                            | الکترونیک آرتس              | [ ۲ ] [ ۳ ]   |
| ۲۰۱۴   | بایونتا ۲                    | پلاتینیوم گیمز                    | نینتندو                     | [ ۲ ] [ ۳ ]   |
| ۲۰۱۴   | دارک سولز ۲                  | فرام سافتور                       | باندای نامکو انترتینمنت     | [ ۲ ] [ ۳ ]   |
| ۲۰۱۴   | قلب سنگی: قهرمانان وارکرفت   | بلیزارد انترتینمنت                | بلیزارد انترتینمنت          | [ ۲ ] [ ۳ ]   |
| ۲۰۱۴   | سرزمین میانه: سایه موردور    | مونولیث پروداکشنز                 | سرگرمی تعاملی برادران وارنر | [ ۲ ] [ ۳ ]   |
| ۲۰۱۵   | ویچر ۳: شکار وحشیانه         | سی‌دی پروجکت رد                    | سی‌دی پروجکت رد              | [ ۴ ] [ ۵ ]   |
| ۲۰۱۵   | بلادبورن                     | فرام سافتور                       | سونی اینتراکتیو انترتینمنت  | [ ۴ ] [ ۵ ]   |
| ۲۰۱۵   | فال‌اوت ۴                     | استودیوی بازی بتسدا               | استودیوی بازی بتسدا         | [ ۴ ] [ ۵ ]   |
| ۲۰۱۵   | متال گیر سالید ۵: فانتوم پین | کوجیما پروداکشنز                  | کونامی                      | [ ۴ ] [ ۵ ]   |
| ۲۰۱۵   | سوپر ماریو میکر              | نینتندو                           | نینتندو                     | [ ۴ ] [ ۵ ]   |
| ۲۰۱۶   | اورواچ                       | بلیزارد انترتینمنت                | بلیزارد انترتینمنت          | [ ۶ ] [ ۷ ]   |
| ۲۰۱۶   | دوم                          | اید سافت‌ویر                       | بتزدا سافت‌ورکز              | [ ۶ ] [ ۷ ]   |
| ۲۰۱۶   | اینساید                      | پلی‌دد                             | پلی‌دد                       | [ ۶ ] [ ۷ ]   |
| ۲۰۱۶   | تایتانفال ۲                  | رسپاون اینترتینمنت                | الکترونیک آرتس              | [ ۶ ] [ ۷ ]   |
| ۲۰۱۶   | آنچارتد ۴: عاقبت یک دزد      | ناتی داگ                          | سونی اینتراکتیو انترتینمنت  | [ ۶ ] [ ۷ ]   |
| ۲۰۱۷   | افسانه زلدا: نفس وحش         | نینتندو                           | نینتندو                     | [ ۸ ] [ ۹ ]   |
| ۲۰۱۷   | هورایزن زیرو داون            | گوریلا گیمز                       | سونی اینتراکتیو انترتینمنت  | [ ۸ ] [ ۹ ]   |
| ۲۰۱۷   | پرسونا ۵                     | پی-استودیو                        | اتلوس                       | [ ۸ ] [ ۹ ]   |
| ۲۰۱۷   | پلیرآن‌ناونز بتل‌گراندز        | شرکت پابجی                        | شرکت پابجی                  | [ ۸ ] [ ۹ ]   |
| ۲۰۱۷   | سوپر ماریو ادیسه             | نینتندو                           | نینتندو                     | [ ۸ ] [ ۹ ]   |
| ۲۰۱۸   | خدای جنگ                     | استودیو سنتا مونیکا               | سونی اینتراکتیو انترتینمنت  | [ ۱۰ ] [ ۱۱ ] |
| ۲۰۱۸   | اساسینز کرید ادیسه           | یوبی‌سافت                          | یوبی‌سافت                    | [ ۱۰ ] [ ۱۱ ] |
| ۲۰۱۸   | سلسته                        | مت میکس گیمز                      | مت میکس گیمز                | [ ۱۰ ] [ ۱۱ ] |
| ۲۰۱۸   | مرد عنکبوتی                  | اینسامنیاک گیمز                   | سونی اینتراکتیو انترتینمنت  | [ ۱۰ ] [ ۱۱ ] |
| ۲۰۱۸   | مانستر هانتر: ورلد           | کپ‌کام                             | کپ‌کام                       | [ ۱۰ ] [ ۱۱ ] |
| ۲۰۱۸   | رد دد ریدمپشن ۲              | راک‌استار گیمز                     | راک‌استار گیمز               | [ ۱۰ ] [ ۱۱ ] |
| ۲۰۱۹   | سکیرو: سایه‌ها دو بار می‌میرند | فرام سافتور                       | اکتیویژن                    | [ ۱۲ ] [ ۱۳ ] |
| ۲۰۱۹   | کنترل                        | رمدی انترتینمنت                   | ۵۰۵ گیمز                    | [ ۱۲ ] [ ۱۳ ] |
| ۲۰۱۹   | دث استرندینگ                 | کوجیما پروداکشنز                  | سونی اینتراکتیو انترتینمنت  | [ ۱۲ ] [ ۱۳ ] |
| ۲۰۱۹   | رزیدنت ایول ۲                | کپ‌کام                             | کپ‌کام                       | [ ۱۲ ] [ ۱۳ ] |
| ۲۰۱۹   | برادران سوپر ماریو نهایی     | باندای نامکو انترتینمنت/شرکت سورا | نینتندو                     | [ ۱۲ ] [ ۱۳ ] |
| ۲۰۱۹   | جهان‌های بیرونی               | آبسیدین انترتینمنت                | پرایوت دیویژن               | [ ۱۲ ] [ ۱۳ ] |
| ۲۰۲۰   | آخرین بازمانده از ما قسمت ۲  | ناتی داگ                          | سونی اینتراکتیو انترتینمنت  | [ ۱۴ ]        |
| ۲۰۲۰   | انیمال کراسینگ: افق‌های جدید  | نینتندو                           | نینتندو                     | [ ۱۴ ]        |
| ۲۰۲۰   | دوم اترنال                   | اید سافت‌ویر                       | بتزدا سافت‌ورکز              | [ ۱۴ ]        |
| ۲۰۲۰   | فاینال فانتزی ۷ بازساخته‌شده  | اسکوئر انیکس                      | اسکوئر انیکس                | [ ۱۴ ]        |
| ۲۰۲۰   | شبح تسوشیما                  | ساکر پانچ پروداکشنز               | سونی اینتراکتیو انترتینمنت  | [ ۱۴ ]        |
| ۲۰۲۰   | هیدیز                        | سوپرجاینت گیمز                    | سوپرجاینت گیمز              | [ ۱۴ ]        |
| ۲۰۲۱   | دو نفر لازم است              | هیزلایت                           | الکترونیک آرتس              | [ ۱۵ ]        |
| ۲۰۲۱   | حلقه مرگ                     | آرکین استودیوز                    | بتزدا سافت‌ورکز              | [ ۱۵ ]        |
| ۲۰۲۱   | متروید وحشت                  | مرکوری استیم                      | نینتندو                     | [ ۱۵ ]        |
| ۲۰۲۱   | روانگردان‌ها ۲                | دابل فاین پروداکشنز               | اکس‌باکس گیم استودیوز        | [ ۱۵ ]        |
| ۲۰۲۱   | رچت و کلنک: شکاف جدا         | اینسامنیاک گیمز                   | سونی اینتراکتیو انترتینمنت  | [ ۱۵ ]        |
| ۲۰۲۱   | رزیدنت ایول روستا            | کپ‌کام                             | کپ‌کام                       | [ ۱۵ ]        |
| ۲۰۲۲   | الدن رینگ                    | فرام سافتور                       | بندای نامکو انترتینمنت      | [ ۱۶ ] [ ۱۷ ] |
| ۲۰۲۲   | افسانه طاعون: ریکوایم        | آسوبو استودیو                     | فوکوس هوم اینتراکتیو        | [ ۱۶ ] [ ۱۷ ] |
| ۲۰۲۲   | خدای جنگ: رگناروک            | استودیو سنتا مونیکا               | سونی اینتراکتیو انترتینمنت  | [ ۱۶ ] [ ۱۷ ] |
| ۲۰۲۲   | هورایزن غرب ممنوعه           | گوریلا گیمز                       | سونی اینتراکتیو انترتینمنت  | [ ۱۶ ] [ ۱۷ ] |
| ۲۰۲۲   | استری                        | بلوتولو استودیو                   | آناپورنا اینتراکتیو         | [ ۱۶ ] [ ۱۷ ] |
| ۲۰۲۲   | سرگذشت زنوبلید ۳             | مانولیت سافت                      | نینتندو                     | [ ۱۶ ] [ ۱۷ ] |
| ۲۰۲۳   | بالدورز گیت ۳                | لاریان استودیوز                   | لاریان استودیوز             | [ ۱۸ ]        |
| ۲۰۲۳   | آلن ویک ۲                    | رمدی اینترتینمنت                  | اپیک گیمز                   | [ ۱۸ ]        |
| ۲۰۲۳   | افسانه زلدا : اشک پادشاهی    | نینتندو                           | نینتندو                     | [ ۱۸ ]        |
| ۲۰۲۳   | مرد عنکبوتی ۲                | اینسامینیاک گیمز                  | سونی اینتراکتیو اینترتینمنت | [ ۱۸ ]        |
| ۲۰۲۳   | رزیدنت ایول ۴                | کپکام                             | کپکام                       | [ ۱۸ ]        |
| ۲۰۲۳   | شگفتی برادران سوپر ماریو     | نینتندو                           | نینتندو                     | [ ۱۸ ]        |
| ۲۰۲۴   | آسترو بات                    | تیم آسوبی                         | سونی اینتراکتیو انترتینمنت  | [ ۱۹ ]        |
| ۲۰۲۴   | الدن رینگ: سایه اردتری       | فرام سافتور                       | بندای نامکو انترتینمنت      | [ ۱۹ ]        |
| ۲۰۲۴   | بالاترو                      | LocalThunk                        | Playstack                   | [ ۱۹ ]        |
| ۲۰۲۴   | افسانه سیاه: ووکونگ          | گیم ساینس                         | گیم ساینس                   | [ ۱۹ ]        |
| ۲۰۲۴   | تولد دوباره فاینال فانتزی ۷  | اسکوئر انیکس                      | اسکوئر انیکس                | [ ۱۹ ]        |
| ۲۰۲۴   | متافور: ریفانتزیو            | اتلوس                             | سگا                         | [ ۱۹ ]        |